# Большое Малешево
Большое Малешево (белор. Вялікае Малешава) — агрогородок в Столинском районе Брестской области Беларуси. Входит в состав и административный центр Большемалешевского сельсовета. 

## География
Агрогородок расположен в 66 км на северо-восток от Столина и в 300 км на восток от Бреста, границе Брестской и Гомельской областей.

## История
В 2011 году деревня Большое Малешево преобразована в агрогородок.

## Население
В населённом пункте проживает 1980 человек.

## Инфраструктура
- ГУО "Большемалешевская средняя школа имени Героя Социалистического Труда Н. И. Ковалец". В школе расположены музей, библиотека.

## Культура
Диалект этой местности относится к так названому Полесско-Татарскому диалекту.
Расположены Дом культуры, библиотека, музей.

## Достопримечательности
- Церковь Рождества Пресвятой Богородицы. Этот кирпичный православный храм расположен в центре агрогородка. Церковь построена в конце XX века на месте ранее существовавшего деревянного храма, освящённого в 1792 г.